# Paraplectana
Paraplectana is een geslacht van spinnen uit de  familie van de wielwebspinnen (Araneidae).

## Soorten
- Paraplectana coccinella (Thorell, 1890)
- Paraplectana duodecimmaculata Simon, 1897
- Paraplectana hemisphaerica (C. L. Koch, 1844)
- Paraplectana japonica Bösenberg & Strand, 1906
- Paraplectana kittenbergeri Caporiacco, 1947
- Paraplectana multimaculata Thorell, 1899
- Paraplectana sakaguchii Uyemura, 1938
- Paraplectana thorntoni (Blackwall, 1865)
  - Paraplectana thorntoni occidentalis Strand, 1916
- Paraplectana tsushimensis Yamaguchi, 1960
- Paraplectana walleri (Blackwall, 1865)
  - Paraplectana walleri ashantensis Strand, 1907